# Luis Barros Borgoño
Luis Barros Borgoño (Santiago, 26 maart 1858 – aldaar 26 juli 1941), was een Chileens staatsman en diplomaat.
Barros studeerde rechten en geschiedenis aan de Universiteit van Chili en promoveerde in 1880. Na een academische carrière (hij was hoogleraar geschiedenis en straf- en burgerlijk recht) werd hij in 1884 officier van justitie en rapporteur bij de Hoge Raad. Hij sloot zich aan bij de Partido Liberal (Liberale Partij) en was minister van Oorlog en Marine onder president José Manuel Balmaceda (1889-1890) en onder diens opvolgers Manuel Baquedano en Jorge Montt (1891; 1892; 1895-1896). In 1894 was hij enige tijd minister van Buitenlandse Zaken. 
In 1901 werd hij door president Germán Riesco benoemd tot minister van Financiën. In 1918 was hij minister van Buitenlandse Zaken onder president Juan Luis Sanfuentes. Korte tijd daarna was hij ambassadeur in Argentinië. Later volgde zijn benoeming tot rechter bij het Permanent Hof van Internationale Justitie in Den Haag. In 1920 werd hij door de liberale en conservatieve partijen naar voren geschoven als kandidaat voor het presidentschap. Bij de conservatieven voelde men zich aanvankelijk ongemakkelijk bij de kandidatuur van Barros omdat hij uit een familie van vrijdenkers stamde. De verkiezingen van dat jaar werden echter gewonnen door de linkse liberaal Arturo Alessandri Palma. Na het aftreden van Alessandri was Barros van 1 oktober tot 23 december 1925 waarnemend president (Vicepresidente) van Chili en maakte zo de resterende maanden van het ambtstermijn van Alessandri vol.
Van 1936 tot 1938 was hij Chileens ambassadeur in Argentinië. Hij overleed op 26 juli 1941 in Santiago.
Naast politicus en diplomaat was Barros ook schrijver van boeken over de geschiedenis van Zuid-Amerika.

## Werken
- Curso de historia general
- Historia de la Misión Muzi
- La Liga de las Naciones
- Los tratados de Bolivia
- Vida del Almirante Lynch
- Misión Barros Arana en La Plata